# لوئیزا کورنا
لوئیزا کورنا (ایتالیایی: Luisa Corna؛ زادهٔ ۲ دسامبر ۱۹۶۵) خواننده، مجری تلویزیون، بازیگر و مدل اهل ایتالیا است.
از فیلم‌ها یا برنامه‌های تلویزیونی که وی در آن نقش داشته‌است، می‌توان به نیروانا اشاره کرد.